# Leptogaster breviventris
Leptogaster breviventris är en tvåvingeart som beskrevs av Oskar Theodor 1980. Leptogaster breviventris ingår i släktet Leptogaster och familjen rovflugor.
Artens utbredningsområde är Israel. Inga underarter finns listade i Catalogue of Life.